# Ahmed Tschatajew
Ahmed Tschatajew, russisch: Ахмад Шишани, englisch: Akhmed Chatayev (* 14. Juli 1980; † 22. November 2017 in Tiflis, Georgien), war ein tschetschenischer Islamist, Terrorist und Führer des Islamischen Staats, der verdächtigt wird, Drahtzieher des Terroranschlags in Istanbul am 28. Juni 2016 gewesen zu sein.

## Leben
Er wurde in Wedeno geboren und nahm am Zweiten Tschetschenienkrieg teil, wo er einen Arm verlor. 2001 flüchtete er nach Österreich, wo er 2003 Asyl bekam. 2008 wurde Tschatajew mit anderen Tschetschenen in der schwedischen Stadt Trelleborg verhaftet, nachdem die Polizei Waffen in seinem Auto gefunden hatte. Nachdem er über ein Jahr im Gefängnis verbracht hatte, wurde er in 2010 in Uzhhorod in der Ukraine verhaftet. Laut Innenminister Jurij Luzenko wurden auf seinem Smartphone Anleitungen für Sprengmaterial gefunden.
Amnesty International und die österreichische Nichtregierungsorganisation Asyl in Not protestierten gegen eine Auslieferung nach Russland. Nachdem diese durch den Europäischen Gerichtshof für Menschenrechte verboten wurde, wurde er nach Georgien geschickt.
2012 erwirkte er in Österreich, wo er in einem Gemeindebau lebte, zu seinem Schutz eine Namensänderung auf den unverdächtigen Namen David Mayer. 2017 wurde er im Rahmen eines Anti-Terror-Einsatzes in Tiflis getötet.